# Közönséges csipeszcsőrű
A közönséges csipeszcsőrű (Xenops minutus) a madarak (Aves) osztályának verébalakúak (Passeriformes) rendjébe, valamint a fazekasmadár-félék (Furnariidae) családjába tartozó faj.

## Rendszerezése
A fajt Anders Sparrman svéd természettudós írta le 1788-ban, a Turdus nembe Turdus minutus néven, innen helyezték jelenlegi nemébe.

## Alfajai
- Xenops minutus genibarbis Illiger, 1811
- Xenops minutus littoralis P. L. Sclater, 1862
- Xenops minutus mexicanus P. L. Sclater, 1857
- Xenops minutus minutus (Sparrman, 1788)
- Xenops minutus neglectus Todd, 1913
- Xenops minutus obsoletus Zimmer, 1924
- Xenops minutus olivaceus Aveledo & Pons, 1952
- Xenops minutus remoratus Zimmer, 1935
- Xenops minutus ridgwayi Hartert & Goodson, 1917
- Xenops minutus ruficaudus (Vieillot, 1816)[2]

## Előfordulása
Mexikó, Costa Rica, Honduras, Nicaragua, Panama, Argentína, Belize, Bolívia, Brazília, Kolumbia, Ecuador, Francia Guyana, Guatemala, Guyana, Paraguay, Peru, Suriname és Venezuela területén honos.
Természetes élőhelyei a szubtrópusi vagy trópusi síkvidéki és hegyi esőerdők, valamint lombhullató erdők és mocsári erdők.

## Megjelenése
Testhossza 12 centiméter, testtömege 9-13 gramm.
|  |

## Természetvédelmi helyzete
Az elterjedési területe nagy, egyedszáma ugyan csökken, de még nem éri el a kritikus szintet. A Természetvédelmi Világszövetség Vörös listáján nem fenyegetett fajként szerepel.